# Fontaine-sur-Somme
Fontaine-sur-Somme (picardisch: Fontainne-su-Sonme) ist eine nordfranzösische Gemeinde mit 505 Einwohnern (Stand 1. Januar 2022) im Département Somme in der Region Hauts-de-France. Die Gemeinde liegt im Arrondissement Abbeville und gehört zur Communauté d’agglomération de la Baie de Somme und zum Kanton Gamaches.

## Geographie
Die von der dem Flusslauf folgenden Bahnstrecke durchzogene Gemeinde liegt rund sieben Kilometer nordöstlich von Hallencourt im Tal der Somme am Südufer des Flusses. Zur Gemeinde gehören die Ortsteile Vieulaines im Osten und Rue Clabaut an der die Somme überquerenden Straße nach Cocquerel, La Grande Rue und Rue Verte in der mit Teichen durchsetzten Flussaue. Der Weiler Le Câtelet an der östlichen Gemeindegrenze gehört größtenteils zur Nachbargemeinde Long. Das Gemeindegebiet liegt im Regionalen Naturpark Baie de Somme Picardie Maritime.

## Geschichte
Im Hundertjährigen Krieg wurden hier im Jahr 1346 die englischen Truppen durch die französischen Truppen an der Überschreitung der Somme gehindert. Im Jahr 1763 kam es im Schloss von Vieulaines zu einem spektakulären Giftmordversuch.
| 1962 | 1968 | 1975 | 1982 | 1990 | 1999 | 2006 | 2018 |
| ---- | ---- | ---- | ---- | ---- | ---- | ---- | ---- |
| 463  | 456  | 448  | 401  | 434  | 469  | 525  | 521  |

## Sehenswürdigkeiten

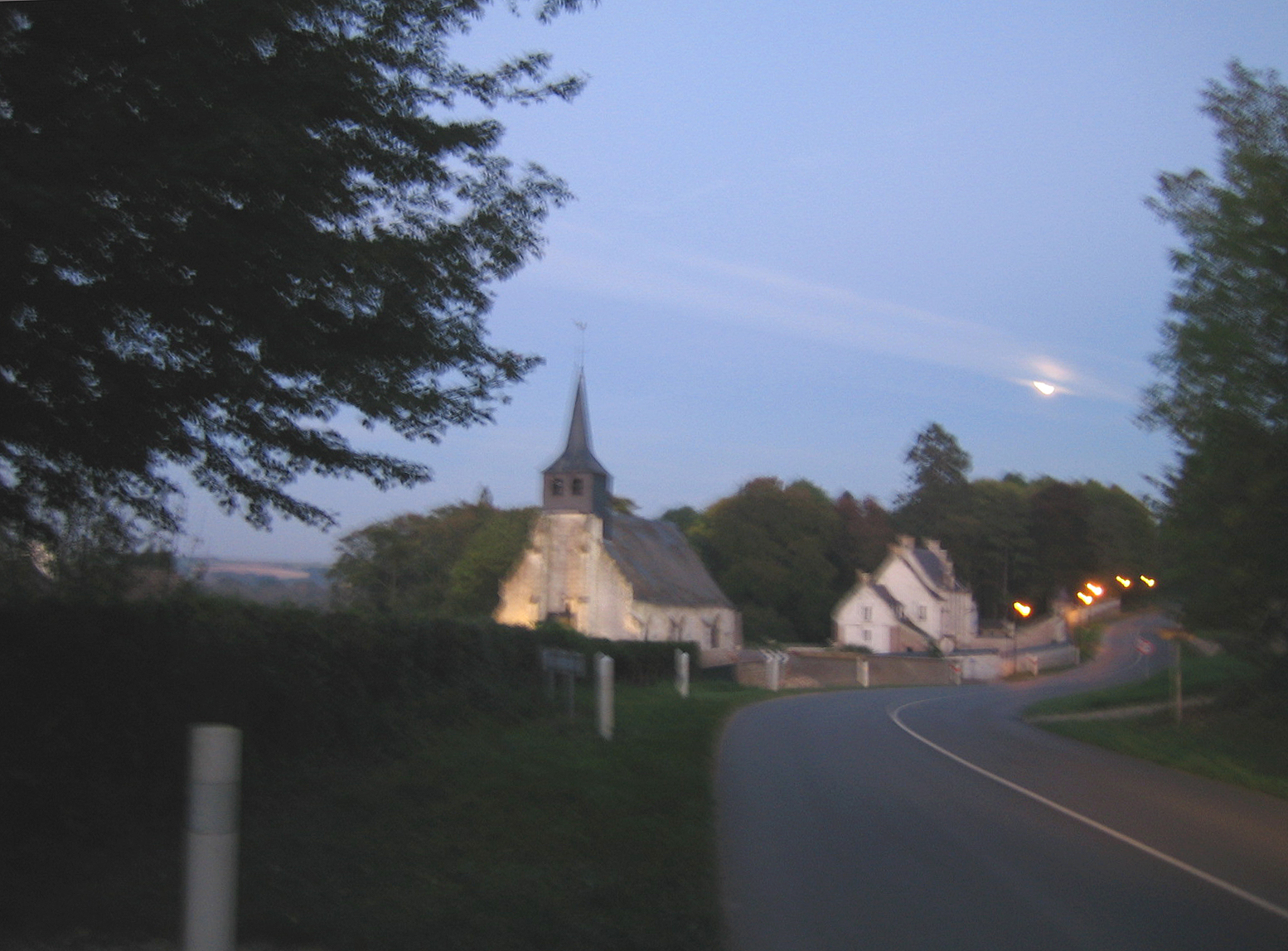
Mariä-Himmelfahrts-Kirche in Vieulaines

- im Zweiten Weltkrieg schwer beschädigte, 1910 und 1941 als Monument historique klassifizierte Kirche Saint-Riquier aus der Wende vom 15. zum 16. Jahrhundert im klassisch-gotischen und flamboyanten Stil (Portal) (Base Mérimée PA00116157)[1]
- 1974 als Monument historique eingetragene Mariä-Himmelfahrts-Kirche im Ortsteil Vieulaines (Base Mérimée PA00116158)[2]
- 1990 als Monument historique eingetragenes Schloss von Vieulaines aus dem Jahr 1750 mit Corps de logisn und zwei Seitenflügeln, die je mit einem Pavillon abschließen, und eleganter Gartenfassade (Base Mérimée PA00116274)[3]
- steinernes Kreuz
- Kreuz auf dem den Ort überragenden Cartel
- Kriegerdenkmal des Bildhauers Albert Roze aus dem Jahr 1922